# Filippo Buondelmonti degli Scolari
Filippo Scolari supranumit Pippo Spano („Filip Șpanul”), în istoriografia maghiară Pipo de Ozora („Ozorai Pipo”) (n. 1369, Florența – d. 27 decembrie 1426, Lipova) a fost un general al regelui Sigismund al Ungariei, comite de Timiș și ban al Banatului de Severin. A fost văr cu Andrea Scolari, episcop catolic de Zagreb și apoi de Oradea Mare.

## Biografie

### Începutul carierei
Pippo, fiul unui nobil florentin sărac, s-a născut la Tizzano, lângă Florența. El este menționat pentru prima dată în Ungaria în jurul 1382, când a intrat în serviciul de trezorier al regelui Sigismund și a fost recompensat cu castelul din Simontornya (Simonsthurm).  Alte servicii aduse coroanei, cum ar fi furnizarea de resurse pentru lupta împotriva turcilor, a dus la numirea sa ca administrator al tuturor minelor de aur din regat. Prezent în Bosnia, în contextul revoltei maghiare, atunci când regele Tvrtko I moare în Bosnia, Pipo a reușit să-i prindă și să-i anihileze pe principalii lideri ai revoltei. 
De asemenea a luat parte și la dezastruosul război anti-otoman - Ultima Cruciadă - din 25 septembrie 1396, de la Nicopole, în Bulgaria, și spre deosebire de cei mai mulți din componența oștirii creștine, el a reușit să scape cu viața, fugind după înfrângere. El, regele, și un număr de înalți demnitari au navigat cu o barcă mică până la Dunăre, întreaga călătorie fiind parcursă prin teritorii maghiare și croate. 
S-a căsătorit cu Barbara, fiica și moștenitoarea lui Andrei de Ozora, în 1398. 
Într-o nouă perioadă istorică cu probleme în care apar pretențiile asupra tronului a fiului lui Karol al II-lea, Ladislau din Napoli, Lo Scolari demasca actele de trădare din partea mai multor nobili. Dar atunci când Regele a fost luat prizonier în Castelul Visegrád (1401), el a fost nevoit să-i elibereze și să dea curs la cele mai multe dintre cererile acestor nobili.  După ce Sigismund a pierdut controlul asupra lor, nobilii l-au recunoscut deschis pe Ladislau ca rege. 
Armatele Regatului Napoli au cucerit Zadarul în 1403, și Pipo a trebuit să se retragă. 
În același an a recâștigat Veszprémul iar în septembrie a cucerit Esztergomul atacând din nou Bosnia -ceea ce duce la ruperea contactelor dintre partea siciliană și armatele rebele și la retragerea invadatorilor. El convinge rebelii să caute iertare în fata lui Sigismund.
În acest timp la Viena, Pippo a primit titlul de comite sau jupân (în maghiară spán), de unde îi provine supranumele de Spano. În această calitate a inițiat construirea sistemului de castel de frontieră stelar, care sa fie capabil sa reziste agresiunii otomane. Imediat după, Pippo a început confruntarea cu turcii, dar în același timp se deplasează împotriva armatelor bosniace de la Hrvoje Vukčić Hrvatinić, unde asediază orașul Sibenik și recucerește părți ale Croației de astăzi. 
În 1408 Pippo a devenit ban de Severin și membru al prestigiosului Ordin al Dragonului. În 1410 Sigismund l-a trimis să convingă orașele-state italiene să taie legăturile cu Napoli: el a călătorit în mare taină în orașul său natal, Florența, apoi la Ferrara (unde îl întâlnește pe Niccolò III d'Este). În august a fost primit de către antipapa Ioan al XXIII-lea. 
În septembrie, prezent la Veneția, Pipo se pare că a sprijinit o conspirație. Luând parte la campania anti-venețiană din 1411, Lo Scolari a intrat în Friuli în fruntea unei armate, a cucerit Aquileia și în decembrie, a luat Udine și mai multe cetăți din Romagna, după care îl capturează pe Vittorio Veneto, un înalt oficial al familiei Barbarigo. În ianuarie 1412, atacul reînnoit i-a asigurat lui Pipo o mulțime de prizonieri venețieni de rang înalt. A ordonat mutilarea mai multora dintre ei pentru a răzbuna moartea unui nobil maghiar, ucis de inamic. 
El a suferit o înfrângere majoră în Bătălia de la Motta, în august 1412 împotriva Republicii Venețiene, sub Carlo Malatesta.
Pipo a fost desemnat să asedieze Padova în ianuarie, însă el nu a putut să-și mențină armata pe loc și s-a deplasat spre Brenta, în Cartigliano și Marostica, conducând un atac eșuat asupra orașului Vicenza. 
Eșecurile suplimentare au provocat retragerea lui la Friuli și apoi în Ungaria, în luna februarie. Acest rezultat se datorează - după cum se pare - bogatelor conturi venețiene, ducând la semnarea unei înțelegeri cu cele mai multe Orașe ale Republicii și chiar la propunerea privind executarea lui Pipo de către rege, folosind ca metoda de execuție  turnarea pe gât a unei cantități de aur topit. 
Lo Scolari a revenit la Friuli, în septembrie, în scopul de a ajuta Florența împotriva trupelor lui Ladislau. La Lodi (în Lombardia), el a participat la întâlnirea dintre Sigismund și domnitorul orașului, Giovanni da Vignate.

### Misiunile de mai târziu
Pippo a luat parte în martie 1414 la acțiunea inițială a Conciliului de la Konstanz, unde regele l-a acuzat pe antipapa Ioan al XXIII-lea - o misiune pe care el nu a realizat-o pe deplin -  ca fiind un antipapă și făcând-ul pe acesta să renunțe la scaun și să fugă. 
În 1415 comitele de Timișoara a asistat la execuția rebelului Jan Hus, în Konstanz.
A luptat cu turcii din nou în 1417, în Țara Românească, în 1418 în jurul Belgradului, iar în 1419 în Bosnia (unde a reușit impunerea unui armistițiu de cinci ani). Atunci regele i-a acordat Severinul, Mehadia și Orșova. 
A fost chemat în Boemia, unde s-a ocupat cu insurecția husita din 1420 (a se vedea Bătălia de Vítkov Hill), fiind bătut cu cruzime de către Jan Zizka la Havlíčkův Brod (vezi Bătălia de Německý Brod), în luna ianuarie 1422. 
Zvonul că Pipo a fost ucis în Boemia a dus la un atac otoman în Țara Românească împotriva aliatului său, prințul Dan al II-lea. 
Dând curs multiplelor cereri de la Ștefan Lazarević, el se mută în Serbia și câștigă o bătălie de mare anvergură împotriva turcilor. Anii de privațiuni de pe câmpurile de luptă aveau să lovească pe neașteptate. Generalul neînfricat în bătălii cade victimă unui banal accident vascular, fiind dus la Petrovaradin. Moare în decembrie 1426, la Lipova. 
A fost îngropat în Székesfehérvár, alături de regii maghiari. La funeraliile sale a participat însuși regele Sigismund.